# Eddie Wilcox (Jazzpianist)

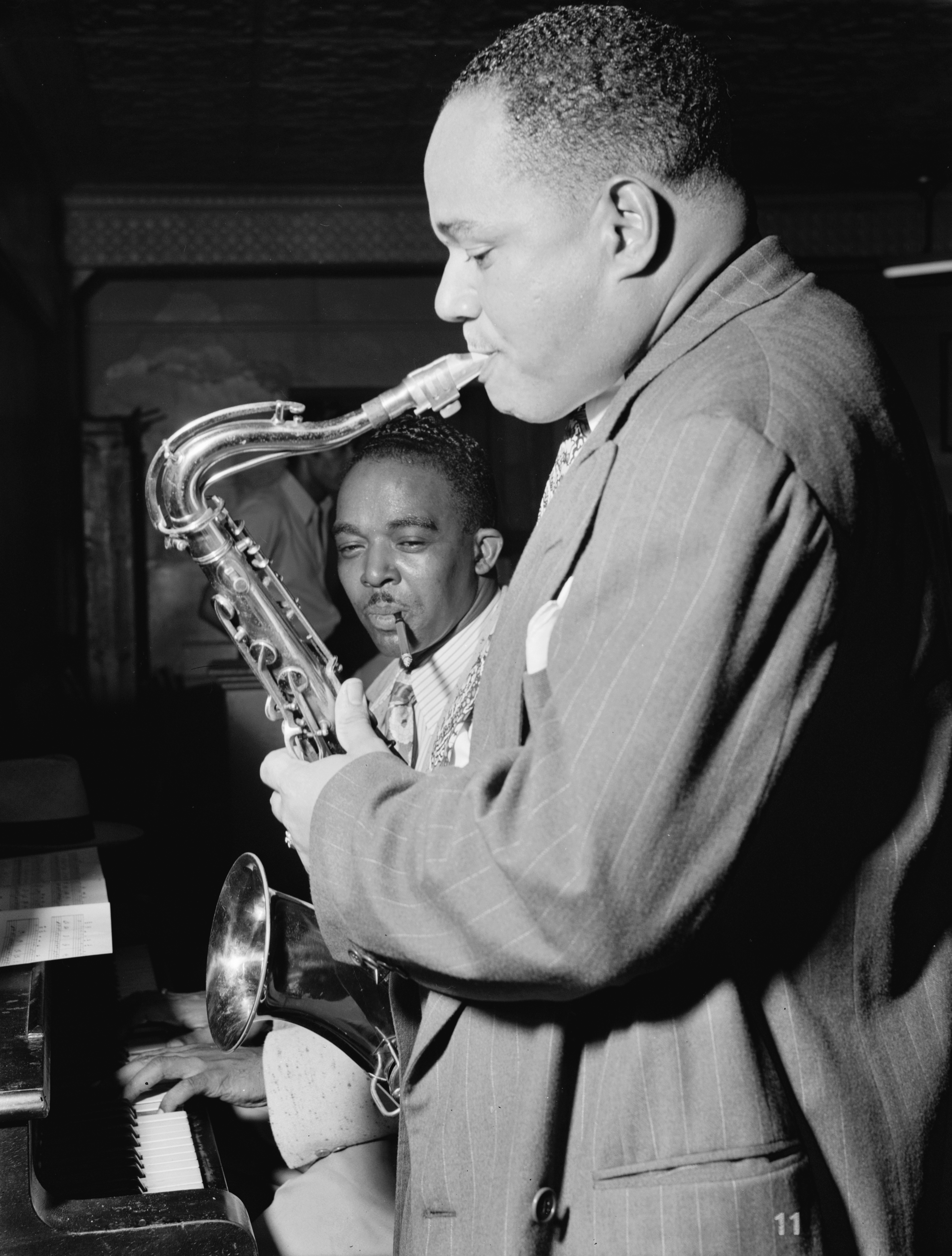
Eddie Wilcox (im Hintergrund) und Joe Thomas, ca. Oktober 1947.
Fotografie von William P. Gottlieb.

Eddie Wilcox (* 27. Dezember 1907 in Method, North Carolina als Edwin Felix Wilcox; † 29. September 1968 in New York) war ein US-amerikanischer Jazz-Pianist und Arrangeur des Swing.

## Leben und Wirken
Eddie Wilcox war von 1926 bis 1947 Mitglied von Jimmie Luncefords Orchester, jedoch nur selten mit Soli zu hören (so in „Since My Best Girl Turned Me Down“ 1934 oder in „Mandy“ 1939), zeigte sich vor allem als einer der fähigsten Arrangeure dieser Band, wobei er besonderes Augenmerk auf die Saxophonsection legte, für die er als einer der größten Spezialisten im Jazz gilt (s. E.Determeyer, Rhythm is Our Business - Jimmy Lunceford and the Harlem Express, 2006). Er schrieb u. a. die Arrangements für „Miss Otis Regrets“, „Rhythm Is Our Business“ 1934, „Sleepy Time Gal“, „Thunder“, „Rhythm in My Nursery Rhyme“ 1935, „I'll See You in My Dreams“, „Honest and Truly“ 1937, „My Melancholy Baby“ 1938 und „Impromptu“ 1941. Nach Luncefords Tod 1947 übernahm Wilcox die Leitung des Orchesters zusammen mit Joe Thomas. Aus dieser Zeit stammt das Stück „Saxology“ (1947). Im Jahr 1948 gründete er eine eigene Rhythm-and-Blues-Band, dessen bekannteste Nummer „Shuffle Express“ von 1951 war. Anfang 1952 hatte er seinen einzigen Hit in den nationalen Charts für das Label Derby mit dem Song „Wheel of Fortune“, bei dem Sunny Gale der Bandsänger war. Für das Derby-Label arrangierte er auch Songs von Bette McLaurin. In den 1950er Jahren arbeitete er mit Teddy McRae in einem Musikverlag und hatte von 1958 bis 1960 ein Trio, mit dem er in Brooklyn auftrat. Außerdem arbeitete er mit Paul Quinichette zusammen.

## Auswahldiskografie
- Jimmie Lunceford: 1930-1934 (Classics) (Wilcox spielt hier neben Klavier auch Celeste)
- Jimmie Lunceford 1945-1947 (Classics)
- Jimmie Lunceford 1948-1949 (Classics)